# Masaru Emoto
Masaru Emoto (江本勝, Yokohama, 22 de julho de 1943 — Tóquio, 17 de outubro de 2014) foi um empresário e escritor japonês conhecido por suas alegações  pseudocientíficas de que mensagens ou sentimentos influenciariam a formação de cristais de gelo, algo sem embasamento científico e muitas vezes descrito como charlatanismo.
Masaru Emoto publicou diversos volumes de sua obra As Mensagens da Água, contendo fotografias de cristais gelo e seus experimentos relacionados. Suas ideias foram divulgadas no filme What the Bleep Do We Know!?, conhecido por promover o charlatanismo quântico.

## Biografia
Emoto nasceu em Yokohama, Japão, e se formou na Universidade de Yokohama, tendo cursado Relações Internacionais. Nos anos 90, ele começou a realizar seus experimentos com água.
Emoto foi Presidente Emérito da Fundação Internacional Water For Life, uma organização sem fins lucrativos baseada em Oklahoma City nos Estados Unidos. Em 1992, Emoto se tornou Doutor em Medicina Alternativa na Open International University for Alternative Medicine, na Índia, uma faculdade por correspondência que não requer nenhum tipo de trabalho, e oferece doutorados por 300 dólares.

## Trabalho com cristais de água e críticas
Os experimentos de Masaru Emoto consistem em expor água a diferentes palavras, imagens ou música, e então congelá-la e examinar a aparência do cristal de água sob um microscópio.
Críticos ressaltaram a falta de controle experimental e condenaram Emoto por não liberar detalhes suficientes à comunidade científica. Ainda, Emoto tem sido criticado por desenvolver seus experimentos de forma que estejam suscetíveis ao erro humano.
No trabalho diário de sua equipe, a criatividade dos fotógrafos em vez do rigor do experimento é uma política explícita de Emoto. Emoto admite abertamente que não é um cientista, e que os fotógrafos são instruídos a selecionar as fotografias mais bonitas.
O Bioquímico William Reville escreveu que é pouco provável que exista qualquer realidade nos resultados de Emoto. Reville notou a falta de artigos científicos e acrescentou que qualquer um que pudesse demonstrar tal fenômeno se tornaria imediatamente famoso e provavelmente rico.
Escrevendo sobre as ideias de Emoto no Skeptical Inquirer, a médica Harriet A. Hall disse que é "difícil de entender como alguém poderia confundi-las com ciência.".
O biólogo Tyler Volk disse que "o que ele está dizendo não é a ciência que eu conheço".
Stephen Kiesling escreveu na revista Spirituality & Health Magazine, "Talvez Emoto seja um evangelista que valoriza a mensagem de suas imagens mais do que a ciência; apesar disso, esse professor espiritual deveria focar seus trabalhos futuros menos em gratidão e mais em honestidade."
James Randi, fundador do James Randi Educational Foundation e criador do famoso Desafio Paranormal de Um Milhão de Dólares, ofereceu publicamente um milhão de dólares a Emoto caso os seus resultados possam ser reproduzidos em um estudo duplo-cego. Emoto não participou do desafio.

### Estudos cegos
Em 2006, Emoto publicou um artigo em conjunto com Dean Radin no "Explore: O Jornal de Ciência e Cura". Eles descrevem que em um teste duplo cego que eles conduziram, 2000 pessoas em Tokyo conseguiram melhorar o apelo estético da água guardada em um quarto na California somente através do pensamento.
Um estudo triplo-cego mais controlado que se seguiu publicado no Jornal da Exploração Científica não conseguiu resultados positivos. Mais de 1900 dos seguidores do Sr. Emoto focaram em gratidão em garrafas de água em uma câmara em um período de três dias. A água estava congelada e comparada a dois diferentes conjuntos de controles. Os cristais de todos os três grupos não foram considerados particularmente belos (pontuando 1.7 em uma escala de 0 a 6, onde 6 era o muito belo). Uma comparação objetiva de contraste não revelou diferenças significantes entre as amostras.

## Livros
Emoto é conhecido por ter vendido duas milhões de cópias de seus livros.
- Messages from Water, Vol. 1 (Junho de 1999), Hado Publishing, ISBN 4-939098-00-1
- Messages from Water, Vol. 2 (Novembro de 2001), Sunmark Pub. ISBN 0-7881-2927-9
- The Hidden Messages in Water (Abril de 2004 Ing., 2001 Jap.), Beyond Words Publishing ISBN 1-58270-162-8
- The Message from Water III: Love Thyself (Janeiro de 2006), publicado por Hay House ISBN 1-4019-0899-3
- Water Crystal Healing: Music & Images to Restore Your Well Being (17 de Outubro de 2006), publicado por Atria Books ISBN 1-58270-156-3
- The Shape of Love: Discovering Who We Are, Where We Came From, and Where We are Going (2007), publicado por Doubleday ISBN 978-0-385-51837-6